# Méréville (Meurthe-et-Moselle)
Méréville is een gemeente in het Franse departement Meurthe-et-Moselle in de regio Grand Est. De plaats maakt deel uit van het arrondissement Nancy. Méréville telde op 1 januari 2022 1.288 inwoners.

## Geografie
De oppervlakte van Méréville bedroeg op 1 januari 2022 8,43 vierkante kilometer; de bevolkingsdichtheid was toen 152,8 inwoners per km².

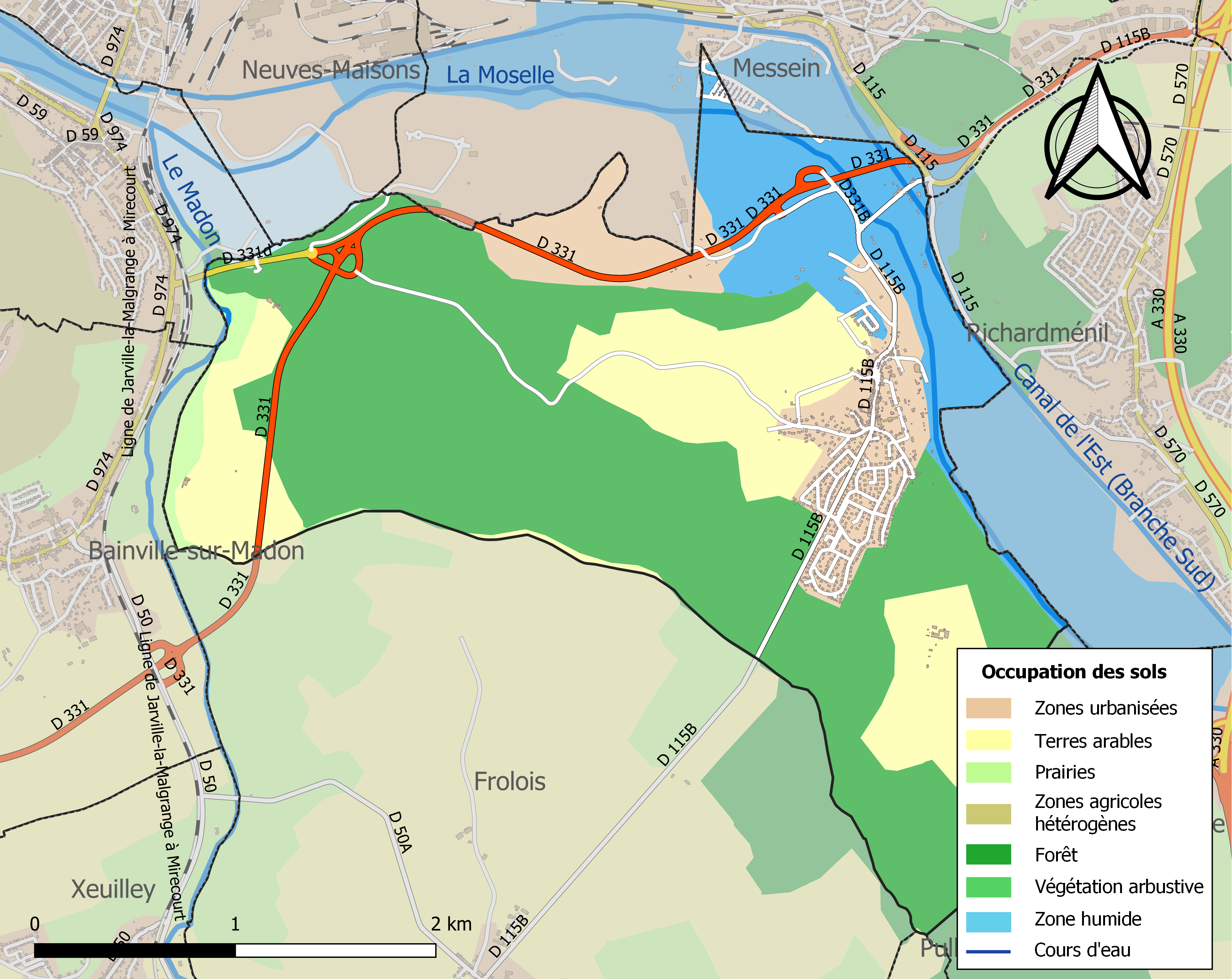
Kaart van de gemeente met de belangrijkste infrastructuur, bodemgebruik en omliggende gemeenten

## Demografie
De figuur toont het verloop van het inwonertal (bron: INSEE-tellingen).